# وشم سانتا مارتا
وشم سانتا مارتا (نام علمی: Crypturellus erythropus idoneus) نام یک زیرگونه از سرده دمچه‌پنهان‌ها است.